# SB19
SB19（エスビーナインティーン）は、フィリピンの5人組男性アイドルグループである。1Zエンタテインメント所属。公式ファンネーム名はA'TIN（エイティーン）。
P-POPの男性アイドルグループで世界的に成功し、最も人気のあるグループの一つである。

## 概要
韓国のShowBTエンタテインメントがフィリピンに置く子会社、ShowBTエンタテインメントフィリピンに所属して活動していたが、2022年からは所属事務所を離れ、1Zエンタテインメントを設立。セルフマネージメントのグループとなった。
公式ファンネーム名のA'TINは、「A'TIN＝EIGHTEEN（18）」を意味し、SB19というグループ名にちなんで「19の前にはいつも18がある」ということに由来する。また、ATINはタガログ語で「私たちの」を表すことから、「A'TINは私たちのもの」という意味合いも込められている。

## 略歴
2016年、メンバーはタレントリサーチで数百人のオーディションの中で選ばれた後、K-POPアイドルと同じようなトレーニングを受けた。当初は、会社のイベントなどに出演して活動する予定だったが、元代表のコン・ソンハンがボーイズグループとして活動規模を広げるようになる。
2018年5月16日、パブロ、ステル、ケン、ジョシュ、ジャスティンの5名がデビューメンバーとして発表された。
2018年10月26日、シングル『Tilaluha』をリリースし、デビュー。
2019年7月19日、シングル『Go up』をリリース。同曲のパフォーマンスビデオがファンによってTwitterやFacebookで拡散されたことにより、世間の注目と話題を呼んだ。
2019年11月20日、Billboardのネクスト・ビッグ・サウンド・チャートにて、フィリピンアーティストとして初のチャートインを果たす。同年12月28日付のBillboardソーシャル50にて28位を獲得した。
12月22日、シングル『Go up』のフォローアッププロモーションとして、ライブツアー「SB19：Get in the Zone」を敢行。フィリピンの10都市で開催された。
12月25日、ソニー・ミュージック・フィリピンと契約し、同日にシングル『Alab (Burning)』をリリース。
2020年7月31日、アルバム『Get In The Zone』をリリース。
2021年4月29日、BTS、BLACKPINK、アリアナ・グランデ、SEVENTEENと並び、東南アジアのアーティストとして初めてビルボード・ミュージック・アワードにノミネートされた。
7月22日、ミニアルバム『Pagsibol』をリリース。
2022年9月2日、シングル『WYAT (Where You At)』をリリース。同年10月、初のワールドツアー「WYAT Tour」を開催。
2023年6月9日、ミニアルバム『PAGTATAG!』をリリース。リード曲の「GENTO」がビルボード・ワールド・デジタル・セールスで8位を獲得。
2024年4月、「PAGTATAG! World Tour: Japan」で初来日を果たした。フィリピンのアーティストが日本で単独公演を行うのは10年ぶりの偉業である。
2025年4月25日、3枚目のEP『Simula at Wakas』をソニーミュージックフィリピンからリリース。リード曲「DAM」のMVがyoutubeで1000万回再生以上を記録。

## メンバー
| 活動名              | 本名                   | 生年月日               | 出身地                  | 身長   | ポジション                                   |
| 活動名              | ローマ字               | 生年月日               | 出身地                  | 身長   | ポジション                                   |
| ------------------- | ---------------------- | ---------------------- | ----------------------- | ------ | -------------------------------------------- |
| Pablo パブロ        | John Paulo Bagnas Nase | 1994年9月14日（30歳）  | フィリピン イムス       | 172 cm | - リーダー - リードボーカル - メインラッパー |
| Josh ジョシュ       | Josh Cullen Santos     | 1993年10月22日（31歳） | フィリピン パシッグ     | 167 cm | - リードラッパー - リードダンサー            |
| Stell ステル        | Stellvester Ajero      | 1995年6月16日（30歳）  | フィリピン ラスピニャス | 170 cm | - メインボーカル - リードダンサー            |
| KEN ケン            | Felip Jhon Suson       | 1997年1月12日（28歳）  | フィリピン パガディアン | 168 cm | - メインダンサー - リードボーカル            |
| Justin ジャスティン | Justin De Dios         | 1998年7月7日（27歳）   | フィリピン マラボン     | 170 cm | - ビジュアル - サブボーカル                  |

## フィリピン文化への影響
2021年12月16日、フィリピン大統領府傘下のフィリピンの公式文化機関である国家文化芸術委員会 (NCCA) は、 SB19 をフィリピン文化を代表する最新のユースおよびセントロ リサール大使に任命したグローバルシーンのストーリーでNCCA はフィリピンの精神、音楽、文化をグローバル シーンに広める擁護活動に真剣に取り組んでいるグループを称賛した。海外のフィリピン人のためのフィリピンの文化センターであるセントロ リサール (SR) は、2011年6月28日に NCCA によって正式に設立され、世界中に36のオフィスがある。

## ディスコグラフィ

### アルバム
- Get in the Zone（2020年）

### ミニアルバム
- Pagsibol（2021年）
- PAGTATAG!（2023年）

## 出演

### 映画
- EX-MAS（2020）
- Our Zone Anniversary Series（2021）